# Aeroportul Collins Bay
Aeroportul Collins Bay (IATA: YKC, ICAO: CYKC) este un aeroport din Saskatchewan, Canada. Aeroportul a fost tranzitat în 2010 de 0 pasageri.
Situat la o altitudine de 408 m, aeroportul dispune de o singură pistă. Este operat de Cameco⁠(d).